# シュタッケルベルグ競争
シュタッケルベルグ競争（シュタッケルベルグ競争、英: Stackelberg competition）は、先導者とされる寡占企業が価格決定した後に、追随者が価格決定を行う逐次手番ゲームの寡占モデル。シュタッケルベルグ先導者モデルとも呼ばれる。経済学者ハインリッヒ・フォン・シュタッケルベルグに由来する。
ゲーム理論の用語では、この市場価格決定ゲームの参加者は、先導者と追随者であり、先導者は市場の価格決定者である。
シュタッケルベルグ競争均衡では、先導者が追随者の行動を予想した上で事前に知る必要がある。追随者は、将来に対する追随者の状態を知る手段がなく、先導者は知見できるものとしている。仮に、双方が先導者として行動すると、均衡は成立することなく、シュタッケルベルグ不均衡またはバウリー的複占というべき異なる結果になる。ある会社が、市場の価格形成に対して有利な情報を持ちえる立場であれば、直ちに均衡状態となり、市場に対して圧倒的なシェアをもつことも要件になりうる。この点で、先導者は、市場に対して価格決定者としての責任を負うのだが、このとき、追随者は、市場の新規参入者ということになる。

## サブゲーム完全ナッシュ均衡
シュタッケルベルグ均衡は、部分ゲーム完全均衡である。つまり、先導者は追随者の最適応答関数を前提に行動する。これに対して、追随者は自分の最適応答関数のみを前提にする。シュタッケルベルグ均衡は、ナッシュ均衡である。

## 他の寡占モデルとの比較
1. シュタッケルベルグ均衡の総生産量は、クールノー均衡の総生産量よりも大きくなるが、ベルトラン均衡の総生産量よりも少なくなる。
2. シュタッケルベルク均衡の価格はクールノ均衡ーの価格よりも低いが、ベルトラン均衡の価格よりも高い。
3. シュタッケルベルク均衡の消費者余剰はクールノーの消費者余剰よりも大きいが、ベルトランの消費者余剰よりは小さい。
4. シュタッケルベルク均衡の総生産量は、独占のケースよりも大きくなるが、完全競争下の総生産量よりは小さくなる。
5. シュタッケルベルク均衡の価格は、独占価格よりは低くなるが、完全競争下の価格よりは高くなる。

## 応用例
シュタッケルベルクの概念は、動学的ゲームに拡張された。時間という次元が加わると、先導者が最適な戦略をとらなくなるという、静学的ゲームでは起こらない結果が得られた。
近年、シュタッケルベルク競争はセキュリティ分野の分析に利用されている。防御者 (リーダー) は、攻撃者 (フォロワー) が採用した戦略に関係なく、リソースが安全に保たれるように、リソースを保護するための戦略を設計する。シュタッケルベルク競争は、サプライ・チェーンやマーケティング分野の分析にも用いられる。他にも、異質的ネットワーク、遺伝的プライバシー、ロボット工学、 自動運転、電力網、統合エネルギーなど、多くの分野の分析に応用されている。

## 追随者による信憑性のある脅しと信憑性のない脅し
先導者が均衡生産量を選択した後、追随者が均衡から逸脱して非最適な生産量を選択した場合、追随者自身のみならず先導者にも損害を与える可能性がある。追随者が最適な応答よりも大きな生産量を選択した場合、市場価格が低下し、先導者の利潤が場合によってはクールノー均衡における利潤を下回ることになる。したがって、追随者は、ゲームの開始前に「先導者がクールノー均衡生産量を選択しない限り、先導者の利潤がクールノーの水準よりも低くなるような生産量を選択する」と先導者に通知するかもしれない。しかし、先導者はこれを信憑性のない「カラ脅し」であると解釈すべきである。先導者が均衡生産量を選択した場合、追随者が自分の均衡生産量から逸脱することは、追随者自身の利潤も減らすため不合理である。したがって、そのような脅迫は信憑性のあるものではない。
ただし、（無期限に）繰り返されるシュタッケルベルク・ゲームでは、追随者は、現在の手番で最適な戦略を選択しない限り、次の期間で先導者の利潤を減らすような戦略を選ぶ「罰戦略」を採用する可能性がある。この脅しは信憑性がある可能性がある。なぜなら、先導者がその後クールノー生産量を選択するように、次の手番に追随者が先導者を「罰する」ことが合理的である可能性があるからである。